# Romulea ramiflora
Romulea ramiflora ist eine Pflanzenart aus der Gattung Scheinkrokusse (Romulea) in der Familie der Schwertliliengewächse (Iridaceae).

## Merkmale
Romulea ramiflora ist eine ausdauernde krautige Pflanze, die Wuchshöhen von 15 bis 40 Zentimeter erreicht.
Dieser Geophyt bildet Knollen als Überdauerungsorgane, diese sind klein und eiförmig und bilden bereitwillig Ableger. Der Schaft ist kurz, zur Fruchtzeit ist er stark verlängert und erreicht bis 30 Zentimeter. Er ist ein- bis vier-, selten bis sechsblütig und hat bis zu 10 Zentimeter lange Fruchtstiele. Die Blätter messen 60 bis 300 × 1 bis 1,5 Millimeter. Die Tragblättchen sind weitestgehend krautig, deutlich genervt und mehr oder weniger steif.
Die Blütezeit reicht von Februar bis März. Die Blütenhüllblätter sind 15 bis 20 Millimeter lang und 3 bis 5 Millimeter breit. Sie sind hell bis tief lila-blau, oberwärts oft heller bis weiß. Die Nerven sind dunkler. Die Kapsel ist zylindrisch bis leicht keulenförmig.
Die Chromosomenzahl beträgt 2n = 60.

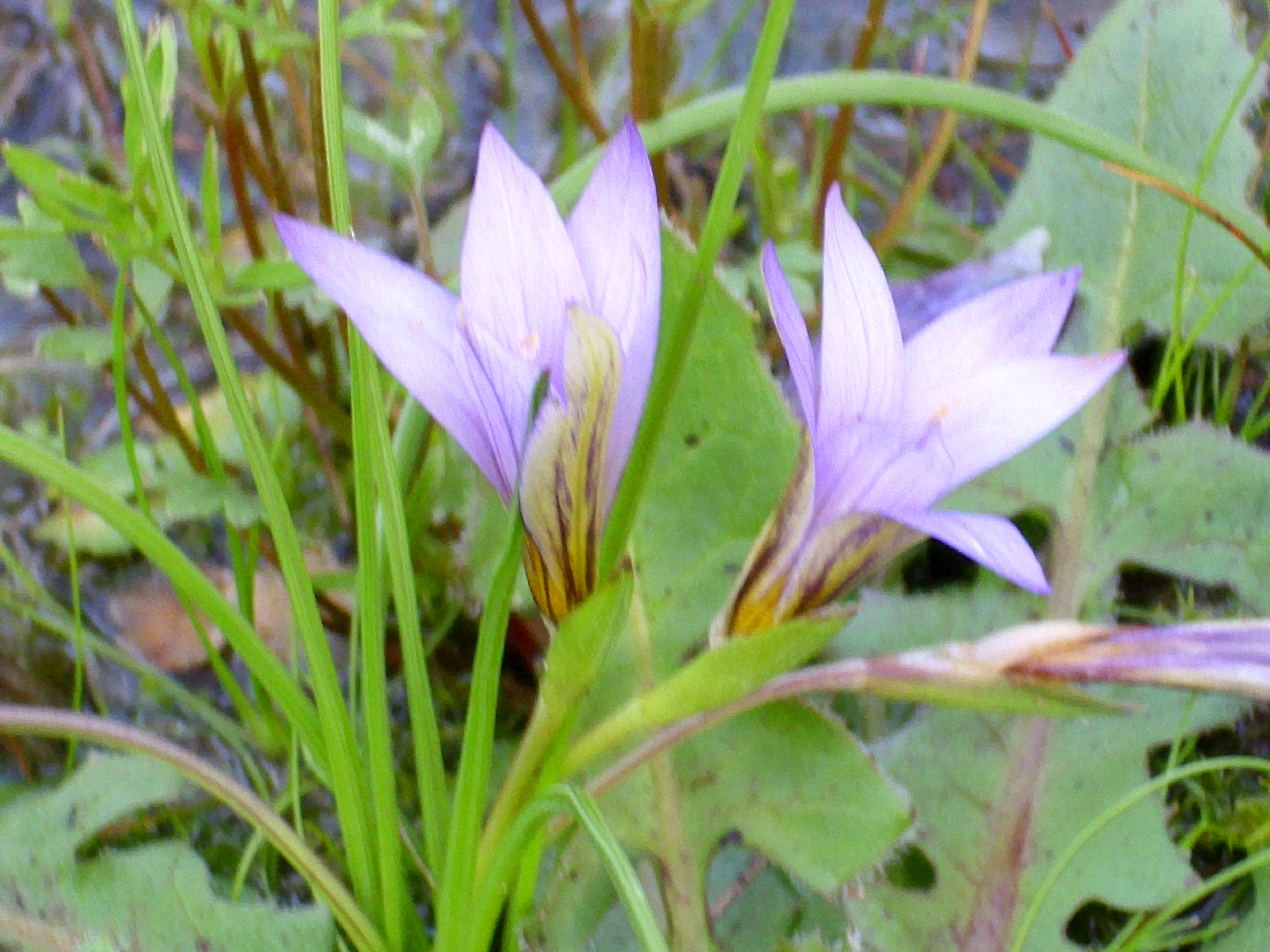
Romulea ramiflora

## Vorkommen
Romulea ramiflora kommt im Mittelmeergebiet auf felsigem Untergrund, Sandküsten und feuchten Sandböden vor. Auf Kreta besiedelt sie Höhenlagen von 0 bis 750 Meter.

## Systematik
Eng verwandt ist Romulea melitensis, beide Arten gehören zur Gruppe um Romulea columnae.
Man kann zwei Unterarten unterscheiden:
- Romulea ramiflora subsp. gaditana (Kunze) Marais: Sie kommt in  Marokko und in der südlichen und südwestlichen Iberischen Halbinsel vor.[4]
- Romulea ramiflora subsp. ramiflora: Sie kommt im Mittelmeergebiet vor.[4]

## Nachweise
1. 1 2 3 4  Sylvia M. Haslam, Peter D. Sell, Patricia A. Wolseley: A Flora of the Maltese Islands. Malta University Press, Msida (Malta) 1977, S. 401.
2. 1 2 3  Ralf Jahn, Peter Schönfelder: Exkursionsflora für Kreta. Mit Beiträgen von Alfred Mayer und Martin Scheuerer. Eugen Ulmer, Stuttgart (Hohenheim) 1995, ISBN 3-8001-3478-0, S. 368.
3. ↑  Hans Christian Weber, Bernd Kendzior: Flora of the Maltese Islands. A Field Guide. Margraf, Weikersheim 2006, ISBN 3-8236-1478-9, S. 22.
4. 1 2 3  Romulea ramiflora. In: POWO = Plants of the World Online von Board of Trustees of the Royal Botanic Gardens, Kew: Kew Science, abgerufen am 24. Juli 2018.